# 国道430号

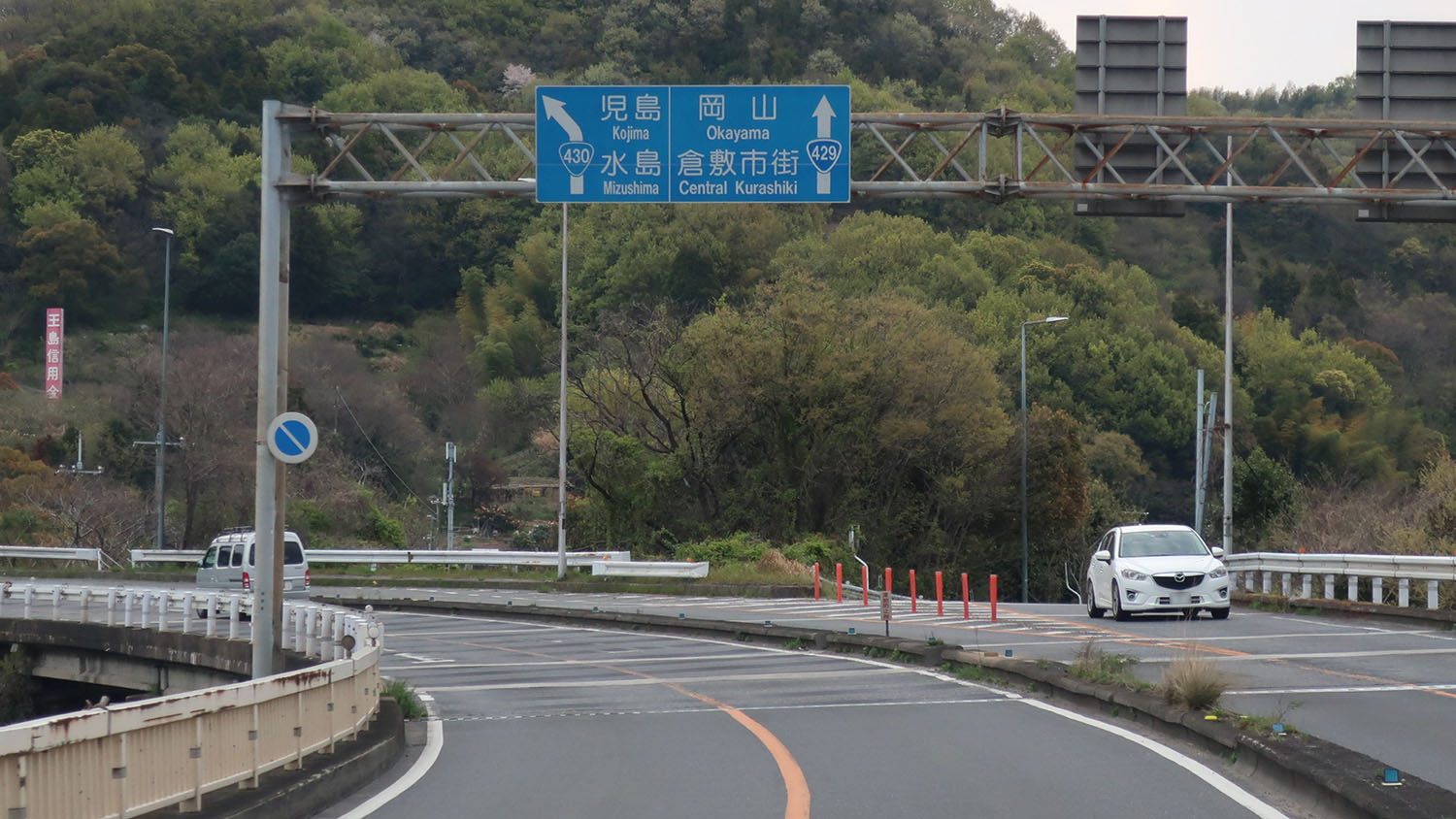
国道430号 起点
岡山県倉敷市 霞橋東詰交差点

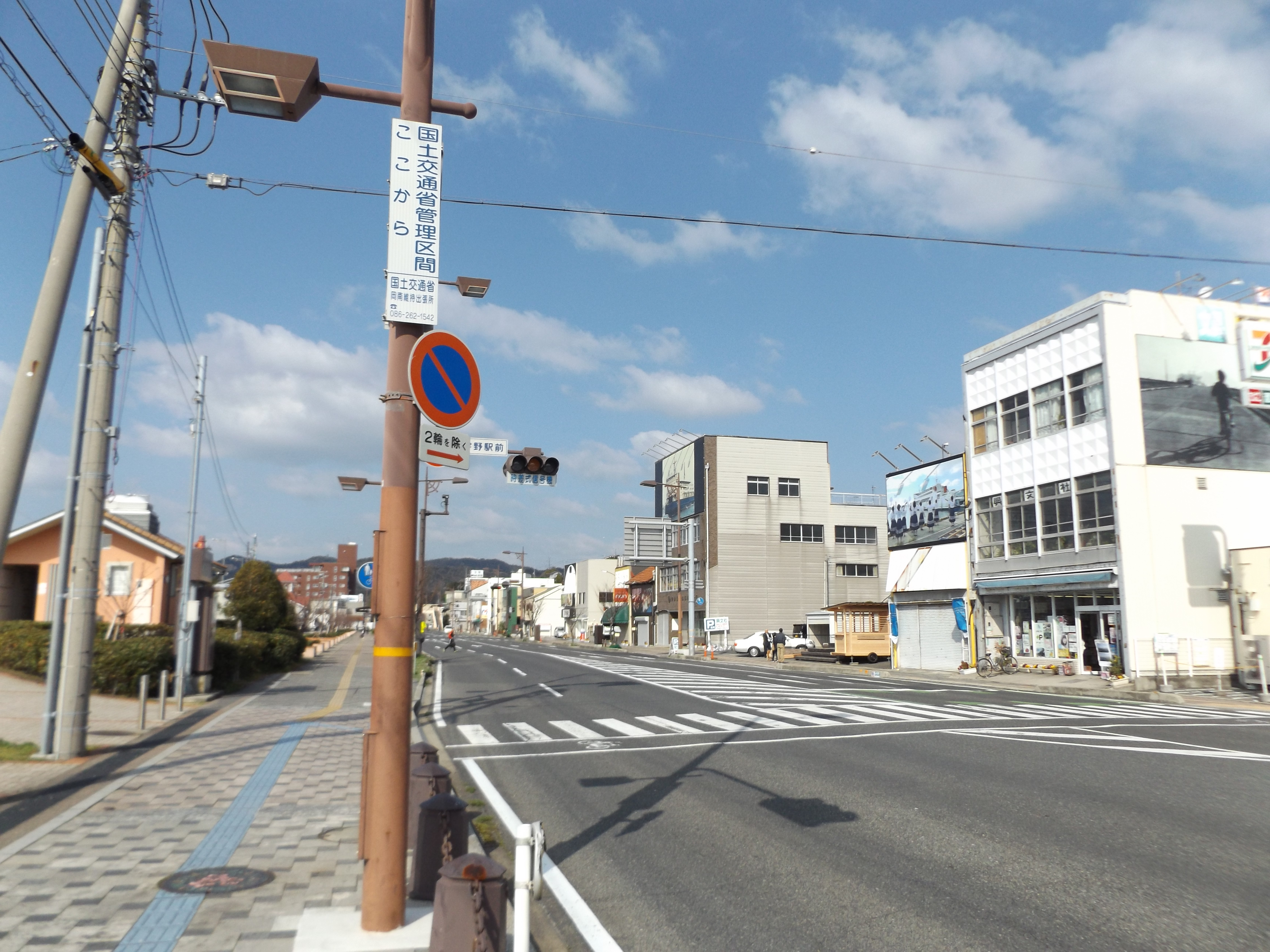
国道430号 終点
岡山県玉野市 宇野駅前交差点

国道430号（こくどう430ごう）は、岡山県倉敷市から玉野市に至る一般国道である。

## 概要

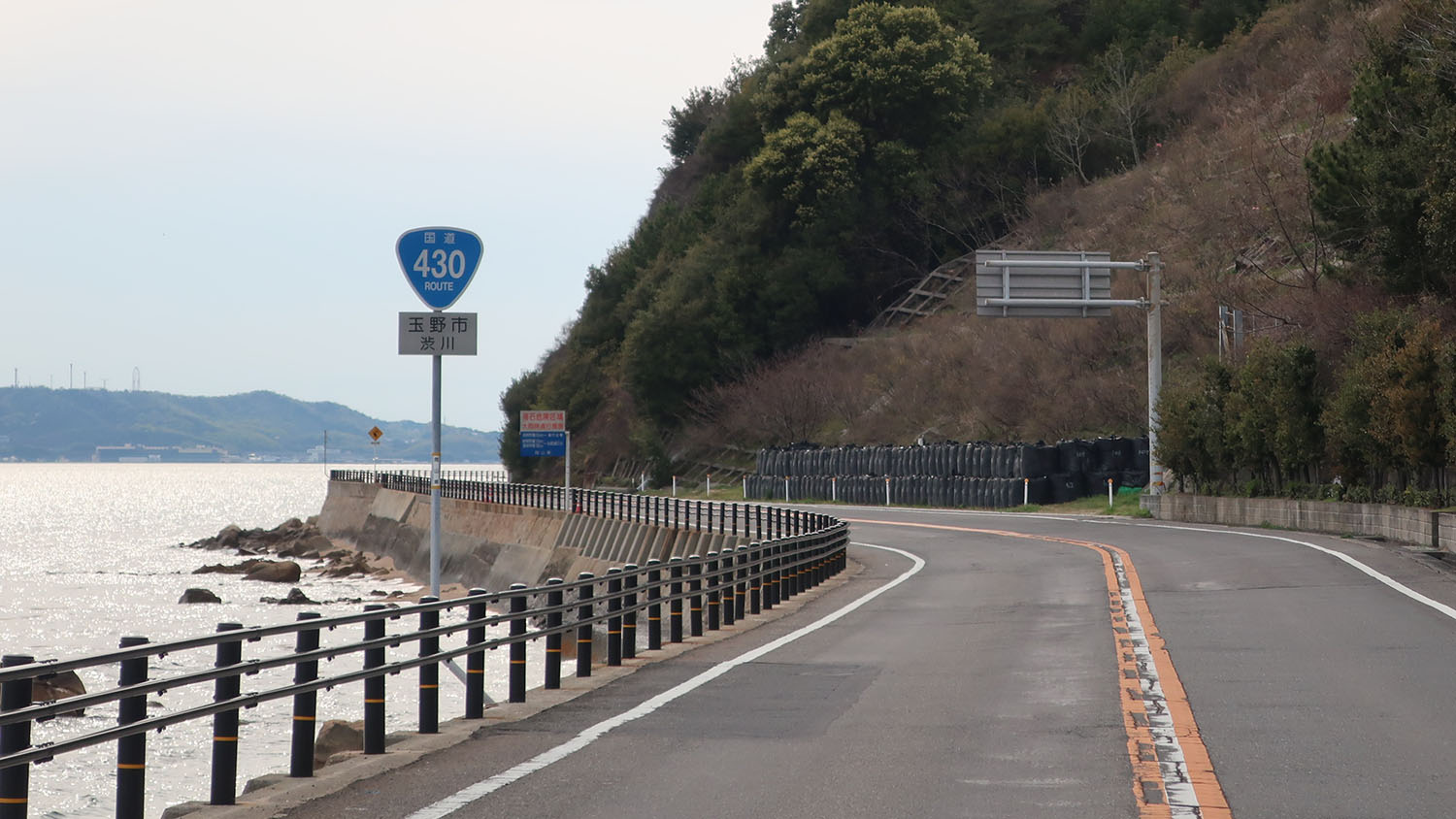
瀬戸内海沿いを走る
岡山県玉野市渋川

起点の倉敷市から瀬戸内海沿いに南下し、同市水島地域・児島地域を経て、玉野市で国道30号と重複した後、終点の宇野港付近に至る路線である。起点から岡山県道21号岡山児島線交わる児島支所東交差点までは片側2車線、そこから国道30号交点のループ橋南交差点までは片側1車線で整備されている。

### 路線データ
一般国道の路線を指定する政令に基づく起終点および重要な経過地は次のとおり。
- 起点：倉敷市（霞橋東詰交差点 = 国道429号交点、岡山県道428号倉敷西環状線上）
- 終点：玉野市（宇野駅前交差点 = 国道30号上）
- 重要な経過地：なし
- 総延長 : 39.8 km[2][注釈 2]
- 重用延長 : なし[2][注釈 2]
- 未供用延長 : なし[2][注釈 2]
- 実延長 : 39.8 km[2][注釈 2]
  - 現道 : 37.9 km[2][注釈 2]
  - 旧道 : 1.1 km[2][注釈 2]
  - 新道 : 0.7 km[2][注釈 2]
- 指定区間：国道30号と重複する区間（玉野市・ループ橋南交差点 - 宇野駅前交差点（終点））[3][4]
- 改良率：99.2 %（延長 39.8 km）[2][注釈 2]
- 整備率：44.2 %（延長 17.6 km）[2][注釈 2]
- 歩道設置延長：29.8 km[2][注釈 2][注釈 3]

## 歴史
もともとは主要地方道の県道として岡山県道23号玉野玉島線だった。

### 年表
- 1982年（昭和57年）4月1日 - 一般国道430号（倉敷市 - 玉野市）として指定施行[6]。
- 2018年（平成30年） - 児島・玉野の両商工会議所の公募により、玉野市宇野港 - 倉敷市児島観光港の区間に王子マリンロード430の愛称が付けられた[7]。
- 2021年（令和3年）10月4日 - 昭和30年代に建設された玉第一トンネル - 玉第三トンネルは断面が不足しており、高さ3.6 ｍを超える大型車が通行できず、また歩道が整備されていないので、自転車や歩行者の通行に支障をきたしていたため老朽化したトンネルを新しくし、安全に通れるようにトンネルを含む現道を拡幅する工事を2024年（令和6年）5月31日まで実施。この改築工事によって玉第二トンネル・玉第三トンネルは拡幅され、玉第一トンネルは開削され消失した。
- 2025年（令和7年）3月25日 - 玉トンネル拡幅（玉野市和田一丁目 - 玉四丁目、930 m）が開通する[8]。

## 路線状況

### 別名
- 八間川通り（倉敷市）
- 王子マリンロード430

### 重複区間
- 国道30号（玉野市宇野7丁目・ループ橋南交差点 - 玉野市築港1丁目・宇野駅前交差点（終点））

### 道路施設

#### 橋梁
- 住吉橋（宇野津川、倉敷市）
- 新常盤橋（下村川、倉敷市）
- 仙随橋（仙随川、倉敷市）
- 明治橋（明治川、倉敷市）

#### トンネル
起点から順に主な構造物は次のとおり。
- 玉第三トンネル（読み：たまだい3トンネル）：延長 227 m[9]、1962年（昭和37年）竣工、玉野市
- 玉第二トンネル（読み：たまだい2トンネル）：延長 118 m[9]、1960年（昭和35年）竣工、玉野市
- 玉第一トンネル（読み：たまだい1トンネル）：延長49.5 m、1959年（昭和34年）竣工、玉野市

2021年（令和3年） - 2024年（令和6年）にかけて行われる玉トンネル拡幅工事に伴って開削され2022年（令和4年）4月までに姿を消し現存しない。
- 玉野トンネル：延長245 m、1958年（昭和33年）竣工、玉野市

## 地理

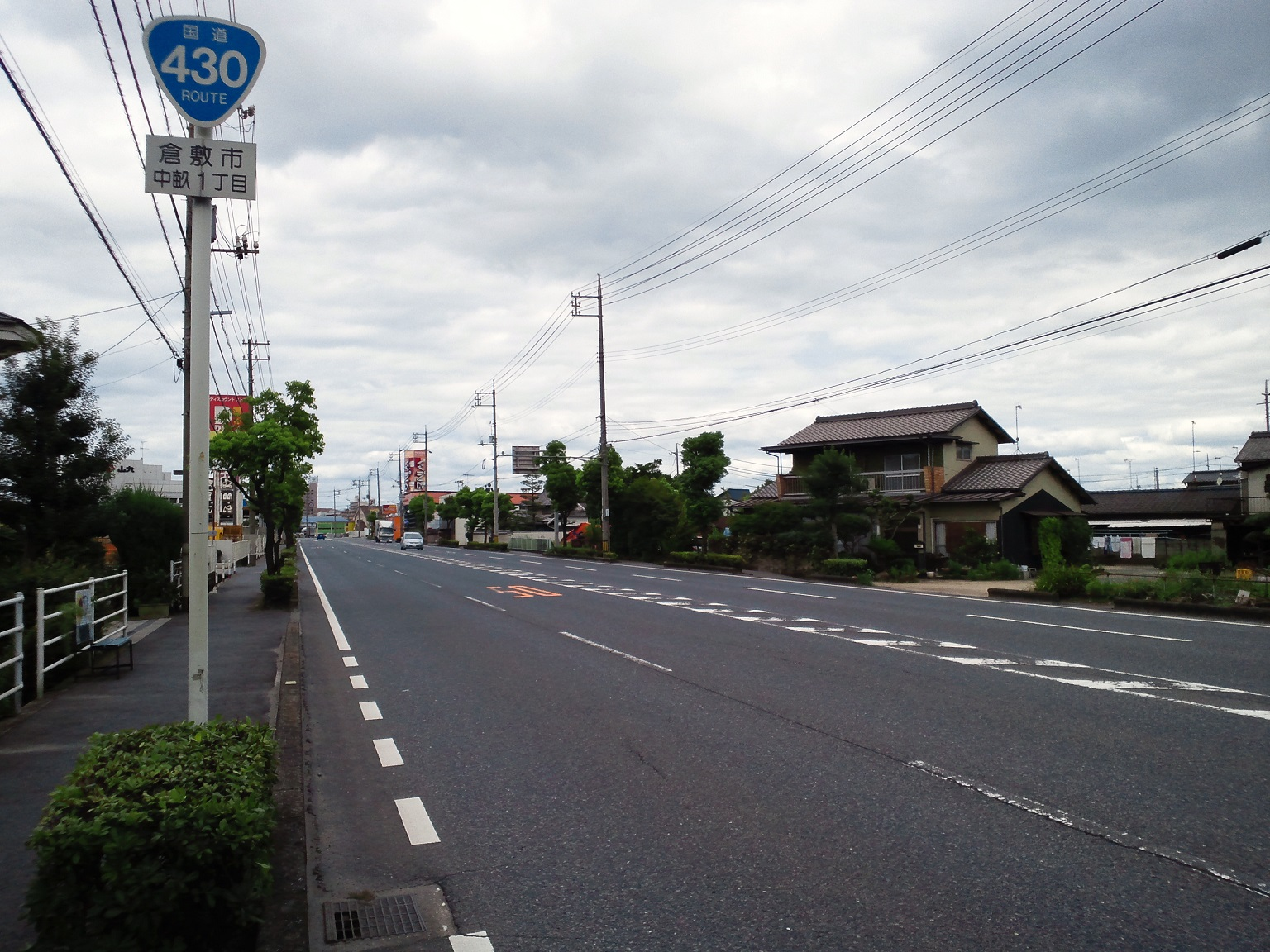
倉敷市中畝付近（2013年9月）

### 通過する自治体
- 岡山県
  - 倉敷市 - 玉野市

### 交差する道路
| 交差する道路                                                              | 市町村名 | 交差する場所          | 交差する場所                              |
| ------------------------------------------------------------------------- | -------- | --------------------- | ----------------------------------------- |
| 国道429号 岡山県道428号倉敷西環状線 重複区間起点                          | 倉敷市   | 連島町西之浦          | 霞橋東詰交差点 / 起点                     |
| 岡山県道428号倉敷西環状線 重複区間終点                                    | 倉敷市   | 連島町西之浦          |                                           |
| 岡山県道398号水島港唐船線                                                 | 倉敷市   | 連島町鶴新田          | [ 注釈 4 ]                                |
| 岡山県道188号水島港線 重複区間起点 岡山県道398号水島港唐船線 重複区間起点 | 倉敷市   | 水島海岸通1丁目       | 海岸通一丁目交差点                        |
| 岡山県道188号水島港線 重複区間終点 岡山県道398号水島港唐船線 重複区間終点 | 倉敷市   | 水島福崎町            |                                           |
| 岡山県道62号玉野福田線 岡山県道428号倉敷西環状線                          | 倉敷市   | 広江2丁目             | 広江一丁目交差点                          |
| 岡山県道276号宇野津下之町線                                               | 倉敷市   | 児島宇野津            | 宇野津交差点                              |
| 岡山県道268号白尾塩生線                                                   | 倉敷市   | 児島塩生（しおなす）  | 塩生三差路交差点                          |
| 岡山県道393号鷲羽山公園線                                                 | 倉敷市   | 児島通生（かよう）    | [ 注釈 5 ]                                |
| 岡山県道21号岡山児島線                                                    | 倉敷市   | 菰池（こもいけ）1丁目 | 菰池中央交差点                            |
| E30 瀬戸中央自動車道 倉敷市道1086号扇の嵶線                               | 倉敷市   | 児島阿津1丁目         | 扇の嵶口（おぎのたわぐち）交差点 3 児島IC |
| 岡山県道21号岡山児島線 重複区間起点                                       | 倉敷市   | 児島元浜町            | 元浜団地口交差点                          |
| 岡山県道21号岡山児島線 重複区間終点                                       | 倉敷市   | 児島小川町            | 児島支所東交差点                          |
| 岡山県道276号宇野津下之町線                                               | 倉敷市   | 児島下の町9丁目       | 琴浦交番交差点                            |
| 岡山県道266号長尾児島線                                                   | 倉敷市   | 児島田の口5丁目       | 田の口交差点                              |
| 岡山県道462号王子ヶ岳線                                                   | 玉野市   | 渋川3丁目             |                                           |
| 岡山県道427号槌ヶ原日比線                                                 | 玉野市   | 日比6丁目             |                                           |
| 岡山県道419号日比港線                                                     | 玉野市   | 日比3丁目             | 日比交差点                                |
| 岡山県道62号玉野福田線                                                    | 玉野市   | 玉5丁目               | 玉比咩（たまひめ）神社前交差点            |
| 国道30号 重複区間起点                                                     | 玉野市   | 宇野7丁目             | ループ橋南交差点                          |
| 岡山県道22号倉敷玉野線                                                    | 玉野市   | 築港1丁目             | 宇野港口交差点                            |
| 国道30号 重複区間終点                                                     | 玉野市   | 築港1丁目             | 宇野駅前交差点 / 終点 宇野港              |

### 交差する鉄道
- 水島臨海鉄道水島本線
- 瀬戸大橋線

### 沿線
- 高梁川
- 水島臨海工業地帯
- 鷲羽山
- 瀬戸大橋
- 王子ヶ岳
- 渋川海岸
- 玉野市立海洋博物館
- 三井造船玉野事業所